# Zwierzynek, Tỉnh West Pomeranian
Zwierzynek [zvjɛˈʐɨnɛk] (tiếng Đức: Schwerin) là một ngôi làng thuộc khu hành chính của Gmina Wgorzyno, thuộc quận Łobez, West Pomeranian Voivodeship, ở phía tây bắc Ba Lan.